# マガジンSPECIAL
『マガジンSPECIAL』（マガジンスペシャル）は、講談社発行の月刊の漫画雑誌で『週刊少年マガジン』の増刊誌である。通称「マガスペ」。1983年創刊。
2017年2号（同年1月20日発売）をもって休刊。

## 概要
『週刊少年マガジン』本誌と雑誌コード、通巻ナンバーを共有する増刊号であり、編集者も週刊本誌と同じ。
本誌の連載漫画が週刊のペースに間に合わない等の理由で移籍してくる場合があった。
逆に『マガスペ』に連載されている作品の読み切りを本誌へ掲載して好評であった場合や編集部の都合などにより、本誌へ移籍する場合もあった。その際には『マガスペ』で連載されていた内容をリセットしたり、類似した設定で別の作品を連載することがあった。
連載作品の中には単行本化されていない物も多い。
毎月20日発行、定価は2008年6号までは480円であったが、物価高騰の影響で7号より500円となった。

## 連載作品一覧
★は未単行本化作品、☆は単行本が途中で刊行打ち切りとなった作品。

### 休刊当時連載されていた作品
- コータローまかりとおる! L（蛭田達也）2003年No.1 ← 本誌より移籍 休載中
- ぱすてる（小林俊彦）2003年No.10 ← 本誌より移籍 （完）
- Dreams（原作/七三太朗 漫画/川三番地）← 本誌より移籍 （完）
- 聖☆ピスタチオ学園（名島啓二）2008年No.3 休載中
- 爆音伝説 カブラギ（原作/佐木飛朗斗 漫画/東直輝）2010年No.4  （完）
- りぶねす（堂本裕貴）2014年No.6  （マンガボックスへ移籍）
- ロクダイ（コージィ城倉）2014年No.10 休載中
- 育てち魔おう!（飯島浩介）2014年No.10 （マンガボックスに移籍）
- はじめての田中論理（船津紳平）2015年No.5 （完）
- 絡新婦の理（原作/京極夏彦 漫画/志水アキ）2015年No.6 （完）
- 君が死ぬ夏に（大柴健）2015年No.10 （別冊少年マガジンへ移籍）
- CV.オレ!（上野春生 原案/松岡禎丞）2016年No.1 （完）
- ギャングキング（柳内大樹）2016年No.2 ← 『ヤングキング』より移籍 （別冊少年マガジンへ移籍）
- ゲスのポリス（須崎洋輔）2016年No.3 （完）
- 七つの大罪 キングのまんが道（小野大空）2016年No.3 （マガジンポケットへ移籍）
- 戦国学園（伊藤イット）2016年No.4 （完）
- ぐるぐるメガネ（根本一輝）2016年No.5 （完）
- マクロスΔ外伝 マクロスE（一文字蛍 監修：河森正治）2016年No.6 （完）
- TRICKSTER（マントヒヒ・ビンタ キャラクター原案：PEACH-PIT）2016年No.7 (完) （別冊少年マガジンで最終話掲載）
- アーリィは森から出られない。（名島啓二）2016年No.7 （完）
- ハコネのネコハ（渡辺一平）2016年No.8 （完）

（完）は完結を意味し、移籍組は移籍先を明示した。休載中は休刊前の時点でのもの。特に記述がない物は取り扱い不明。

### 過去の連載作品

#### あ行
- ああっ!0発屋!!（岡田有希）2009年No.3 - 2010年No.8 ★
- I am マッコイ（小林まこと）
- A・Iが止まらない!（赤松健）1994年No.11 - 1997年No.9 ← 本誌より移籍
- アオハル（下津浦宏）2010年No.10 - 2011年No.3 ★
- AKAGI FAMILIA（中西達哉）2015年No.12 - 2016年No.5
- 赤毛のサスケ（佐藤陽介）2010年No.9 - 2011年No.8 ★
- 明智警部の事件簿（原作：天樹征丸・さとうふみや 漫画：佐藤友生）2014年No.6 - 2016年No.9
- アソボット戦記五九（原作/有森丈時 漫画/葵ろむ） ← 本誌より移籍
- アッパーロード（山本晃）
- EX 少年漂流（山田恵庸）1999年No.8 - 2001年No.9
- あぶない!ルナ先生（上村純子）1986年No.4 - 1987年No.7
- イクミの秘密（原作/徳田春生 漫画/岡田鯛） ← 本誌より移籍
- 1年C組恐怖会議 (すねやかずみ) 1994年No.4 - 1996年No.11
  - 1年C組恐怖会議 - マンガ図書館Z（外部リンク）
- いつか、夜明けの空で待ってる。（荒木宰）2012年No.10 - 2014年No.2
- 一瞬の風になれ（原作/佐藤多佳子 漫画/安田剛士）2007年No.7 - 2010年No.5
- インビジブル・ジョー（原作/金城宗幸 漫画/芥瀬良せら）2014年No.2 - 2015年No.5
- 梅しぐれ（月子）2006年No.4 - No.11 ★
- AKB0048外伝 とびだせ!AKBぜろぜろ女学園（企画/秋元康 原作/河森正治・サテライト 構成/三島ヒデユキ 漫画/須賀達郎）2012年No.2 - 2014年No.2
- エトランゼ 〜天下布武・影伝〜（中村幸司）2012年No.12 - 2013年No.10
- おてやわらかにぴんく!!（遠山光）1984年No.6 - 1986年No.6
- OPEN SESAME（河方かおる）2000年No.9 - 2008年No.5
  - OPEN SESAME - マンガ図書館Z（外部リンク）
- お憑かれさん（島田英次郎）2003年No.9 - 2014年No.1 ☆
- おどろ 〜陽子と田ノ中の百鬼行事件簿〜（木々津克久）2001年No.10 - 2003年No.7
- おれがHERO（竜崎遼児）1985年No.8 - 1986年
- 俺とバジルの魔法人形（村橋リョウ）2013年No.2 - 2014年No.5
- オレとロンサム（飯森広一） ★
- おれはキャプテン（コージィ城倉）2005年No.1 - 2014年No.6 ← 本誌より移籍
- 女大太郎（出口竜正）1998年No.11 - 2001年No.5
  - 女大太郎 - マンガ図書館Z（外部リンク）

#### か行
- 会話（ナラボン）2012年No.8 - 2014年No.12
- KAGETORA（瀬上あきら）2002年No.7 - 2006年No.10（一時期本誌にて連載あり）
  - KAGETORA - マンガ図書館Z（外部リンク）
- 風鳴の左近（沢田ひろふみ）1997年No.4 - 1998年No.6
- 風使い（鷹氏隆之）1991年 - 1998年No.9
- 疾風伝説 彦佐（山本晃）
  - 疾風伝説 彦佐 疾風の七星剣（山本晃）
- ガチャガチャ（玉越博幸）2003年No.8 - 2007年10月 ← 本誌より移籍
- 奏 〜かなで〜（瀬上あきら）2008年No.5 - 2011年No.12
- 彼女とキスする50の方法（山根聖史）2008年No.8 - 2009年No.12
- 彼女の感触（前田峻也）2015年No.1 - No.10
- 神喰らい 〜カミグライ〜（瀬上あきら）2007年No.1 - No.3、短期集中連載
  - 神喰らい - マンガ図書館Z（外部リンク）
- キイチ DA GOAL!!!（岩田やすてる）2004年No.5 - 2005年No.1
- キャプテンキッド（宇野比呂士） ← 本誌より移籍
- 今日の女バレ（小林開）2013年No.9 - 2014年No.8←本誌より移籍
- Croquis（新井三喜）2000年No.11 - 2001年No.5 ★
- くろのロワイヤル（木下由一）2009年No.10 - 2012年No.5 ☆
- Goal Den Age（原作/綱本将也 漫画/高岡永生）2005年No.11 - 2007年No.1
- こちら新宿フリッパーズ（渋染かずき）1997年No.10 - 2000年No.6
  - こちら新宿フリッパーズ - マンガ図書館Z (外部リンク)

#### さ行
- サイコバスターズ（原作/青樹佑夜 漫画/奈央晃徳）2006年No.3 - 2008年No.10
- ザ ビーストキングダム（ヤザワヒロキ）2013年No.2 - No.7 ★
- さよならトリガー（千田大輔）2014年No.1 - 2016年No.2
- 30センチスター（北野詠一）2013年No.11 - 2014年No.9
- JKコンプレックス（松下こーいち）2011年No.7 - 2012年No.11 ★
- Z-END（村枝賢一）2009年No.9 - 2010年No.6 ← 『ヒーロークロスライン』より移籍
  - Z-END ～The last hero comes alive～ - マンガ図書館Z（外部リンク）
- CITY GAME -都市遊戯-（結城利哉） ★
- GIANT STEP（寺嶋裕二）2002年No.2 - 2003年No.8
- 週刊少年ガール（中村ゆうひ）2013年No.6 - 2015年No.10
- 主将!!地院家若美（やきうどん）2004年No.12 - 2011年No.10
- シュワッチ（原作/林律雄 漫画/峰岸とおる）
- 純平!美女ON!（カジワラタケシ）1996年No.8 - 1999年No.6
  - 純平!美女ON!! - マンガ図書館Z（外部リンク）
- 召喚獣になる!（石井康之）2014年No.4 - 2015年No.2
- 将太の寿司（寺沢大介）1992年 - 1997年 → 本誌に移籍
- 女王蜂 〜Vampire Queen Bee〜（高田千種）2009年No.4 - 2011年No.8
- 私立ジャスティス学園（大野純二）1998年No.5 - 1999年No.1
- 新・翔んだカップル（柳沢きみお）1983年 - 1985年No.5
- 心霊調査室OFFICE麗（原作/小宮さなえ 漫画/野々村秀樹） ← 本誌より移籍
- Swing JOKER（稲木智宏）2013年No.10 - 2014年No.7
- 好きよ!下條くん（小幡哲弘）
- School Rumble 増刊号（小林尽）2003年No.2 - 2008年No.5、本誌と同時連載
  - School Rumble Z（小林尽）2008年No.9 - 2009年No.6
- STAR BEAT!!（香椎さおり）2014年No.7 - 2015No.5
- 素敵探偵☆ラビリンス（原作/万城めいと 漫画/若山晴司）2006年No.1 - 2008年No.7
- スミレ♡17歳!!（永吉たける） → スミレ♡16歳!!として本誌に移籍
  - スミレ♡16歳!!（永吉たける）2006年No.12 - 2009年No.2 ← 本誌より移籍
  - スミレ17歳!! - マンガ図書館Z（外部リンク）
  - スミレ16歳!! - マンガ図書館Z（外部リンク）
- 星天高校アイドル部!（金田陽介）2012年No.4 - 2014年No.1
- 生徒会役員共（氏家ト全）2007年No.6 - 2008年No.7 → 本誌に移籍
- ZERO-Ch（忍野慶殊）2004年No.8 - 2005年No.4 ★
- 装甲武神ヤマテック（まつい智）
- 相剋の将（長谷川明）2011年No.9 - 2012年No.4 ★
- 創竜伝（原作/田中芳樹 漫画/恵広史）2004年No.6 - 2006年No.1
- 空の昴（本島幸久）2004年No.3 - 2005年No.3 ← 本誌より移籍

#### た行
- ターンK（廣田大地）2015年No.7 - No.12
- 大樹のマウンド（朝基まさし）
- 大のアタック（和泉誠）2001年No.9 - 2004年No.1
- 大貧民!（遠野ノオト） ★
- タイヨウノヒトミ（内田康平）2013年No.4 - No.10 ★
- W's 〜ダブルス〜（瀬尾公治）2000年No.6 - 2001年No.7
- タンスの奥のぱんつさん（なつみん）2012年No.1 - 2013年No.7 ☆
- たんぽ（若宮弘明）2004年No.9 - 2006年No.11
- CHIMES（渡辺静）2006年No.11 - 2008年No.8
- 超頭脳シルバーウルフ（原作/金成陽三郎 漫画/越智辺昌義）1991年No.10 - 1992年No.5、不定期連載
- 珍念くん（かみやたかひろ）
- つくし日和（上田ゆい）2013年No.12 - 2014年No.11
- ツバサ-WoRLD CHRoNiCLE-ニライカナイ編（CLAMP）2014年No.9 - 2016年No.4
- 吊金先生（加茂ユウジ）2015年No.4 - 2016年No.2
- 鉄人奪還作戦（原作/横山光輝 漫画/さとうふみや）2006年No.5 - 2009年No.3
- 天空の覇者Z（宇野比呂士）1997年No.2 - 2002年No.9
- 転校生、凡田くん。（森田俊平）2015年No.5 - No.11 ★
- 同級生のマッチョ君（小堀真）2014年No.3 - 2015年No.1
- トト（長田裕幸）
- となりの山田さん（古閑裕一郎）2012年No.9 - 2014年No.11
- TRIBAL 12（長田悠幸）2007年 - 2008年
- トレジャーハンターKUKAI（末永繁信）1996年No.11 - 2000年No.3

#### な行
- Night King（田代弓矢）2015年No.8 - 2016年No.5
- 虹色インク（宇野智哉）2014年No.5 - 2015年No.2
- 人形少女（原作/小宮さなえ 漫画/野々村秀樹）2003年No.9 - 2004年No.6
- ネギま!?neo（原作/赤松健 監修/シャフト 漫画/藤真拓哉）2008年No.2 - 2009年No.9 ← 『コミックボンボン』から移籍
- 猫でごめん!（永野あかね）（一時期本誌で連載あり）
  - 猫でごめん！ - マンガ図書館Z（外部リンク）
- ねらいうち!（篠原知宏）2011年No.11 - 2014年No.3

#### は行
- はーいステップジュン（大島やすいち）
  - は～いステップジュン - マンガ図書館Z（外部リンク）
- ハーフコート（小林俊彦）1995年No.1 - No.11
- 幕末双雷伝（小川悦司）2004年No.7 - 2005年No.6
- ばっくれんなよっ!（奥谷みちのり）
- ぱられる（小林俊彦）2000年No.8 - 2002年No.1
- HOLLYWOOD ORANGE（田中充）2001年No.12 - 2002年No.10
- BE DASH!（棚橋なもしろ）2011年No.12 - 2013年No.8
- フードハンター双雷伝（小川悦司）2002年No.12 - 2003年No.7 → 本誌に移籍
- FAIRY GIRLS（原作/真島ヒロ 漫画/BOKU）2014年No.12 - 2016年No.9
- プチプチたんたんプチたんたん（氏家ト全）2012年No.5 - 2016年No.7
- 平成DOSEI物語（山口かつみ）
- 復活師レオン（原作/神先史土 漫画/太田マサキ）2002年No.6 - 2003年No.4
- ベイマックス（上野春生）2014年No.9 - 2015年No.4
- BOYS BE… next season（原作/イタバシマサヒロ 漫画/玉越博幸）2009年No.11 - 2012年No.3
- ホームベース!（松下マイ） ★
- ポッキリ劇場（西本英雄） ★
- ボックス!（原作/百田尚樹 作画/大羽隆廣）2010年No.12 - 2012年No.11
- Pop'n蘭丸（井上大助） ★

#### ま行
- マイアミ☆ガンズ（百瀬武昭）1997年 - 1999年
- 毎度ラーメン屋です（三枝義浩）1989年 - 1991年
- マケンキ!! 〜真剣気〜（正木らか） ★
- 魔人 〜DEVIL〜（大暮維人）2000No.11 - 2001年No.9
- 魔法使いの事情（西原梨花）2014年No.8 - 2015年No.6
- マママ〜魔法委員長魔子ちゃんの魔法指導〜（乾武丸）2010年No.7 - 2011年No.10 ☆
- マリア×マリア（河方かおる）2011年No.3 - 2014年No.4
- マンブリ!（原作/七三太朗 漫画/向山知成）2012年No.3 - 2013年No.1
- 命〜紅の守護神〜（出口竜正）
- 明王伝レイ（菊池としを）1989No.10 - 1993年No.2 ← 本誌より移籍
- メモリアル・リアル（棗悠季）2015年No.2 - No.6
- もっとGOODキッス!（河方かおる）
  - もっとGOODキッス! - マンガ図書館Z（外部リンク）
- 百々咲高校1年C組 猫祭くん（岡田有希）2006年No.11 - 2008年No.2
  - 百々咲高校1年C組 猫祭くん - マンガ図書館Z（外部リンク）

#### や・ら・わ行
- 溶解人間（新谷信貴）2015年No.11 - 2016年No.4
- 妖怪のお医者さん（佐藤友生）本誌より移籍→ 2008年No.11 - 2011年No.3
- LIFE☆LIFE（月山可也）2005年No.7 - No.11、短期集中連載
- ラスト 〜僕らは未来のために〜（玉越博幸）2008年No.1 - No.10
- 螺旋島（向山知成）2009年No.7 - 2010年No.9
- ラッキーボーイ（原作/∞JACOBIAN 漫画/紗和）2013年No.1 - 2014年No.10
- らっけい（酒田歩）2009年No.5 - No.10 ★
- 陸上防衛隊まおちゃん（原作/赤松健 漫画/RAN）
- 零王!（浅井信吾）
  - 零王! - マンガ図書館Z（外部リンク）
- レトリーバー・ハチ（上田敦夫）2014年No.11 - 2015年No.8
- 蓮華伝説アスラ（菊池としを）1985年No.10 - 1987年No.8
- RPL 〜ろーぷれ〜（宗田豪）2007年No.12 - 2011年No.5
  - RPL ～ろーぷれ～ - マンガ図書館Z（外部リンク）
- 我妻さんは俺のヨメ（原作/蔵石ユウ 漫画/西木田景志）2011年No.10 - 2012年No.8 → 本誌に移籍

## 映像化作品
| 作品                 | 放送年               | アニメーション制作 | 備考                               |
| -------------------- | -------------------- | ------------------ | ---------------------------------- |
| はーいステップジュン | 1985年3月-1986年1月  | 東映動画           |                                    |
| マイアミ☆ガンズ      | 2000年2月-5月        | グループ・タック   |                                    |
| 素敵探偵☆ラビリンス  | 2007年10月-2008年3月 | スタジオディーン   | アニメタイトル：素敵探偵ラビリンス |

掲載誌を本誌から移籍後にテレビアニメ化された作品だと『生徒会役員共』がある。
| 作品                           | 放送年 | 制作                           | 備考                                                     |
| ------------------------------ | ------ | ------------------------------ | -------------------------------------------------------- |
| 超頭脳シルバーウルフ（ドラマ） | 1996年 | 日本テレビ                     | ドラマタイトル：銀狼怪奇ファイル〜二つの頭脳を持つ少年〜 |
| スミレ♡16歳!!                  | 2008年 | アットムービー・クリエイティヴ |                                                          |

## 発行部数
|        | 1〜3月    | 4〜6月    | 7〜9月    | 10〜12月  |
| ------ | --------- | --------- | --------- | --------- |
| 2008年 |           | 83,667 部 | 82,334 部 | 81,000 部 |
| 2009年 | 79,334 部 | 75,334 部 | 73,334 部 | 72,000 部 |
| 2010年 | 71,334 部 | 70,000 部 | 70,000 部 | 69,334 部 |
| 2011年 | 67,334 部 | 64,000 部 | 64,000 部 | 64,000 部 |
| 2012年 | 64,000 部 | 62,000 部 | 62,000 部 | 60,667 部 |
| 2013年 | 59,334 部 | 58,334 部 | 58,000 部 | 57,334 部 |
| 2014年 | 57,000 部 | 56,000 部 | 56,000 部 | 54,334 部 |
| 2015年 | 53,267 部 | 50,667 部 | 49,000 部 | 49,000 部 |
| 2016年 | 48,833 部 | 47,000 部 | 40,667 部 |           |